# João I de Monferrato
João I de Monferrato (em italiano:  Giovanni I del Monferrato, 1277 - 9 de janeiro de 1305) foi  marquês de Monferrato de 1296 a 1305.
Era o único filho de sexo masculino de Guilherme VI de Monferrato e da sua segunda mulher Beatriz de Castela, filha de Afonso X de Castela. Morreu sem herdeiros, pelo que lhe sucedeu seu sobrinho Teodoro I de Monferrato, iniciador da dinastia paleóloga de Monferrato.

## Biografia
João I foi o último marquês de Monferrato e senhor de Ivrea pertencente à família dos Aleramici, descendentes de Guilherme I de Monferrato. Quando jovem, foi posto sob a tutela do marquês Tomás I de Saluzzo, que tinha assumido a defesa do território de Monferrato depois que Gulherme VII havia sido capturado pelos inimigos.
Com a morte de Guilherme, o território foi envolvido nas guerras entre as várias comunas piemontesas. Para a defesa da Marca de Monferrato interveio então Carlos II de Anjou, Rei de Nápoles, interessado, depois do conflito com o pai de Guilherme, a instaurar um relacionamento de vassalagem no Piemonte.
Ao lado de Carlos II e de Tomás de Saluzzo, que renovaram algumas investiduras sobre certos territórios piemonteses, entre os quais Dogliani, combateu contra Asti e Alexandria para retomar o território que fora de seu pai, mas encontrou-se diante de uma situação dramaticamente mudada depois da morte do pai: muitos, demasiados inimigos tentavam apossar-se de Monferrato. Milão e os Saboia em primeiro lugar, que viam o possível renascimento do território monferrino como um atentado à sua política expansionista. Em particular Filipe I de Saboia temia que João tivesse um desejo de reconquista de Collegno, Grugliasco, Turim e Pianezza, importantes centros de poder que estiveram sob o controle de Monferrato na época de Guilherme VII.
Em 23 de março de 1296 desposou Margherita (? - 6 de julho de 1339 ou 6 agosto 1349), filha de  Amadeu V de Saboia. Sua primeira mulher foi Sibylle de Baugé, Dama de Miribel, sem descendência.
Senhor de Novara (1299-1301) e Senhor de Asti (1303-1304).
A liga capitaneada por João de Monferrato contra Mateus Visconti teve sucesso inicialmente, conseguindo expulsá-lo da cidade em 1302. Em 1303, João obteve a submissão de Asti. Enquanto estava projetando outras campanhas contra os Saboia, adoeceu grravemente em janeiro de 1305. Morreu poucos dias depois de ter expresso testamento, no qual deixava a gestão das terras da marca de Monferrato à comuna de pavia.
João foi sepultado com seus avós na abadia de Santa Maria de Lecedio.